# Keralczycy
Keralczycy (ang. Malayalis, Keralites; malajalam: മലയാളി) – grupa etniczna w południowo-zachodnich Indiach, w stanie Kerala, posługująca się drawidyjskim językiem malajalam. Poza Keralą duże grupy mieszkają także w innych częściach Indii, na Dalekim Wschodzie, w Europie i Ameryce Północnej. Według spisu przeprowadzonego w 1991 w stanie Kerala mieszkało 28 mln Keralczyków, co stanowiło 96,6% całkowitej populacji Kerali.

## Populacja
Według indyjskiego spisu z roku 1991 28 mln osób w Kerali posługiwało się językiem malajalam; ludzie ci stanowili 96,6% całkowitej populacji tego stanu (wzrost z 95,99% w 1981). Oprócz tego tym językiem posługuje się 38 tys. (4,8%) osób w Puducherry, 44 tys. (84,5%) na Lakszadiwach i 2 mln w innych częściach Indii. W 1991 Keralczycy stanowili 3,59% wszystkich mieszkańców Indii. W sumie 30 mln mówiło standardowymi dialektami, 17 tys. mówiło dialektem yerava, a 34 tys. mówiło w niestandardowych odmianach regionalnych, takich jak eranadan. 28,85% wszystkich Keralczyków w Indiach biegle mówiło w innym języku. 19,64% ogółu znało trzy lub więcej języków. W 1991 r. 26 tys. Keralczyków żyjących na Andamanach i Nikobarach stanowiło 9,29% populacji tych wysp. Wielu Keralczyków osiadło w Delhi, Bangladeszu, Hajderabadzie, Mumbaju i Ćennaj. Bardzo dużo Keralczyków wyemigrowało do Środkowego Wschodu, Europy i do Północnej Ameryki. W 2000 w Stanach Zjednoczonych Ameryki Północnej mieszkało 80 tys. osób mówiących po keralsku. Według kanadyjskiego spisu z roku 2001, 7 tys. ludzi uważało malajalam jako ich ojczysty język. W 2001 w Australii było 3 tys. osób mówiących w tym języku. W Nowej Zelandii według spisu z roku 2006 2 tys. osób mówiło po keralsku. W 1956 na Fidżi w 134 gospodarstwach domowych rozmawiano w tym języku. Istnieje również znaczna populacja Keralczyków w regionach arabskich. Szczególnie w Dubaju, gdzie jest największy ośrodek Keralczyków na świecie. Jest tam ich około 250 tys.

## Główne społeczności etniczne wśród Keralczyków

### Muzułmanie Mappila
Keralscy muzułmanie są Keralczykami wyznającymi islam w Kerali, na Lakszadiwach, w Kodagu i wśród innych zbiorowisk Keralczyków na świecie. W Kerali są znani jako Mappilas albo Moplahs. Słowo mappila pochodzi od starych słów keralskich Amma i pilla co znaczy Dziecko Matki. Mappilas wierzą, że są pierwszą znaną hinduską społecznością muzułmańską, istniejącą od VIII wieku n.e., kiedy arabscy kupcy, którzy długo handlowali z królestwem Chera, nawrócili ich na islam. Oni rozsiewali tę wiarę wzdłuż Wybrzeża Malabar. Najwięcej muzułmanów Mappila chodzi do szkoły muzułmańskiego prawoznawstwa Shafi’i (w przeciwieństwie do szkoły Hanafi mającej za sobą najwięcej południowoazjatyckich Muzułmanów).

### Nair
Nair (czasami pisane Nayar) jest nazwą wyższej hinduskiej grupy społecznej z południa stanu Kerala w Indiach. Nairowie był wojskową szlachtą, podobną do samurajów w Japonii i figurują w widocznym miejscu w historii Kerali.

### Chrześcijanie
Chrześcijanie obejmujący katolików, prawosławnych i protestantów, tworzą trzecią z największych grup w Kerala. Są czasami, nawet w oficjalnych dokumentach, nazywani Nazaranis (zwolennik Jezusa Nazareńskiego) albo Chrześcijanami Świętego Tomasza.